# Abdulrahman Al-Aboud
Abdulrahman Al-Aboud (właśc. Abdulrahman Ali Hassan Al-Aboud; ar. عبدالرحمن علي العبود; ur. 1 czerwca 1995) – saudyjski piłkarz, występujący na pozycji napastnika w saudyjskim klubie Al-Ittihad Club. 3-krotny reprezentant Arabii Saudyjskiej. Uczestnik Mistrzostw Świata 2022.

## Statystyki

### Klubowe
Na podstawie:
| Klub            | Sezonów | Liga                        | Liga  | Liga   | Puchar krajowy | Puchar krajowy | Kontynentalne | Kontynentalne | Suma  | Suma   |
| Klub            | Sezonów | Liga                        | Mecze | Bramki | Mecze          | Bramki         | Mecze         | Bramki        | Mecze | Bramki |
| --------------- | ------- | --------------------------- | ----- | ------ | -------------- | -------------- | ------------- | ------------- | ----- | ------ |
| Al-Orobah FC    | 1       | Saudi First Division League | 6     | 0      | ?              | ?              | –             | –             | 6     | 0      |
| Al-Ettifaq FC   | 3       | Saudi Professional League   | 46    | 3      | 5              | 1              | –             | –             | 51    | 4      |
| Al-Ittihad Club | 5       | Saudi Professional League   | 92    | 5      | 11             | 0              | 3             | 0             | 106   | 5      |
|                 | Łącznie | Łącznie                     | 144   | 8      | 16             | 1              | 3             | 0             | 163   | 9      |

### Reprezentacyjne
Na podstawie:
| Mecze na Mistrzostwach Świata 2022 | Mecze na Mistrzostwach Świata 2022 | Mecze na Mistrzostwach Świata 2022 | Mecze na Mistrzostwach Świata 2022 | Mecze na Mistrzostwach Świata 2022 | Mecze na Mistrzostwach Świata 2022 | Mecze na Mistrzostwach Świata 2022 | Mecze na Mistrzostwach Świata 2022 | Mecze na Mistrzostwach Świata 2022 |
| Lp.                                | Data                               | Miasto                             | Przeciwnik                         | Wynik                              | Czas                               | Gole                               | Inne                               | Faza rozgrywek                     |
| ---------------------------------- | ---------------------------------- | ---------------------------------- | ---------------------------------- | ---------------------------------- | ---------------------------------- | ---------------------------------- | ---------------------------------- | ---------------------------------- |
| 1.                                 | 26.11.2022                         | Ar-Rajjan                          | Polska                             | 0:2 (0:1)                          | 85'–90'                            |                                    |                                    | Faza grupowa                       |
| 2.                                 | 30.11.2022                         | Lusajl                             | Meksyk                             | 1:2 (0:0)                          | 62'–90'                            |                                    |                                    | Faza grupowa                       |

## Sukcesy
Na podstawie:

### Klubowe
Z Al-Ittihad:
- Mistrz Arabii Saudyjskiej 2022/23
- Superpuchar Arabii Saudyjskiej 2022/23